# Lamprotornis caudatus
El estornino colilargo o estornino brillante de cola larga (Lamprotornis caudatus) es una especie de ave paseriforme de la familia Sturnidae propia de África.

## Descripción
Es un estornino de gran tamaño con una cola muy larga. Mide entre 40 y 50 cm de longitud, incluida la cola que puede llegar a medir 33 cm, y pesa de 103 a 133 gramos. La corona, los lados de la cabeza y la garganta son verde azulado oscuro con un brillo a color bronce. El resto del ave también es azul verdosa brillante, pero más clara. Las patas y el pico son negros. Macho y hembra son similares en apariencia, pero los machos son claramente más grandes.

## Distribución y hábitat
Su área de distribución se extiende a lo largo del sur del Sahel y las regiones de sabanas adyacentes en África occidental, oriental y central. Desde Senegal, Gambia y Guinea en el oeste hasta Sudán y Sudán del sur en el este, incluyendo Burkina Faso, el norte de Costa de Marfil, Ghana, Togo, Benín, Nigeria, Camerún y la República Centroafricana, y el sur de Mauritania, Malí, Níger y Chad. Su hábitat natural son los bosques abiertos y zonas de cultivo.